# Dieldrine
La dieldrine est un insecticide organochloré produit initialement en 1948 par l'entreprise américaine J. Hyman & Co, basée à Denver. Très similaire à l'aldrine, il a été  utilisé comme une alternative au DDT avant qu'on découvre son extrême toxicité pour les organismes aquatiques et sa persistance dans le milieu naturel (il est considéré comme polluant organique persistant). Elle provoque également de sérieuses intoxications chez l'homme.  Son emploi dans l'agriculture en France fut interdit par arrêté le 2 octobre 1972 et son utilisation est totalement prohibée depuis 1992. Malgré ces interdictions, son utilisation massive avant 1972 fait qu'il contamine encore de nombreuses anciennes terres agricoles et maraîchères, certains légumes, en particulier les cucurbitacée, produits sur ces terres pouvant dépasser les limites maximales de résidus.